# Le Conte de l'écuyer

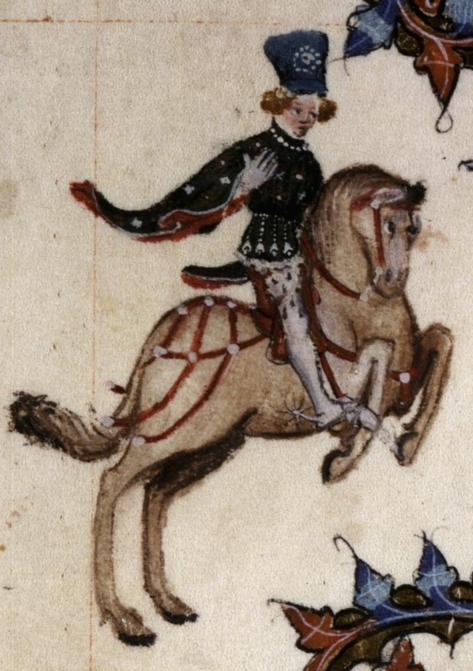
Enluminure de l'Écuyer dans le manuscrit Ellesmere.

Le Conte de l'écuyer (The Squieres Tale en moyen anglais) est l'un des Contes de Canterbury de Geoffrey Chaucer. C'est un roman courtois qui prend place à la cour de l'Empire mongol : la première partie décrit des cadeaux faits à l'empereur Gengis Khan et à sa fille Canacé, et la deuxième partie est consacrée au dialogue entre Canacé et une fauconnette blessée. Le conte est inachevé : l'Écuyer est interrompu au tout début de la troisième partie par un autre pèlerin, le Franklin, qui raconte ensuite son propre conte.

## Résumé
Le conte prend place à la cour du roi Gengis Khan (Cambyuskan), à Sarray en Russie. Cet excellent monarque et son épouse Elphéta ont trois enfants : deux fils, Algarsyf et Cambalo, et une fille, la belle Canacé. Cambyuskan organise un grand banquet pour célébrer le vingtième anniversaire de son avènement. La fête est interrompue par l'arrivée d'un chevalier inconnu, émissaire du roi d'Arabie et d'Inde, qui apporte quatre cadeaux magiques au roi : un cheval de cuivre, capable de l'emporter où il le souhaite en moins d'une journée, ainsi que de voler ; un miroir qui révèle les difficultés futures, les pensées des amis comme des ennemis et les tromperies d'un amant ; un anneau permettant de comprendre le langage des oiseaux et de connaître la science des plantes médicinales ; et une épée capable de traverser l'armure la plus épaisse, et qui cause des blessures que l'on ne peut guérir qu'en y appliquant le plat de cette même épée. Après la description des cadeaux, les célébrations reprennent.
La deuxième partie du conte s'intéresse à la seule Canacé. Le lendemain matin, alors que tous les convives dorment encore, épuisés par les libations de la veille, la princesse se lève et part se promener. Elle croise une fauconnette qui se lamente et se flagelle. Grâce à son anneau, Canacé peut l'écouter raconter son histoire : son bien-aimé, un tiercelet, l'a abandonnée au profit d'une grue. La princesse recueille l'oiseau blessé et lui construit un abri.
L'Écuyer annonce alors la suite de son histoire : les conquêtes de Gengis Khan, les aventures d'Algarsif avec le cheval de cuivre jusqu'à son mariage avec Théodora, et les luttes de Cambalo avec deux frères pour la main de Canacé. Cependant, il n'a le temps de dire que deux vers de la troisième partie du conte avant d'être interrompu par le Franklin, qui loue son éloquence. Après une intervention de l'Aubergiste, le Franklin commence son propre conte.

## Sources et rédaction
Le Conte de l'Écuyer ne possède pas de source unique connue, mais il puise son inspiration dans de nombreux textes divers. Le cheval magique provient vraisemblablement d'Orient (on en trouve un équivalent dans Les Mille et Une Nuits), par la médiation de deux romans courtois français de la fin du XIIIe siècle, Cléomadès d'Adenet le Roi et Méliacin de Girart d'Amiens. Le miroir révélateur possède également un analogue dans Cléomadès, et il est possible de le faire remonter au miroir du phare d'Alexandrie : le miroir offert à Gengis Khan est placé au sommet d'une tour.
En revanche, l'utilisation du cadre mongol est une innovation de Chaucer, qui a pu s'inspirer des récits de voyage de Jean de Mandeville et de Simon de Saint-Quentin pour les scènes à la cour du khan. Vincent J. DiMarco propose un possible contexte historique : les relations diplomatiques entretenues au début du XIVe siècle par le sultan mamelouk An-Nâsir Muhammad ben Qalâ'ûn et Özbeg, le khan de la Horde d'or, dont Saraï est la capitale. Il suggère que Cambyuskan puisse être une déformation du nom d'Özbeg, transmis sous la forme Khan Usbekkhan, et souligne d'autres similitudes : Özbeg a lui aussi deux fils et une fille, et le nom du cadet, Cambalo, pourrait provenir de Cembalo, un comptoir commercial de Crimée.
La deuxième partie du conte, avec l'épisode de la fauconnette blessée, semble faire écho à d'autres œuvres de Chaucer : Le Parlement des oiseaux pour l'analogie entre oiseaux de proie et amants, et Anelida et Arcite pour la complainte de la femme trompée. Cette dernière s'inspire également de la Consolation de la philosophie de Boèce, une œuvre latine très lue au Moyen Âge dont Chaucer a produit une traduction en moyen anglais,.

## Analyse

### Un conte inachevé
S'il avait été achevé, Le Conte de l'écuyer aurait été d'une taille considérable, à en juger par les différents fils narratifs annoncés avant l'interruption du Franklin. Il est possible que Chaucer ait choisi de l'interrompre afin de ne pas déséquilibrer la structure d'ensemble des Contes de Canterbury. Les raisons de l'inachèvement du conte restent cependant inconnues. Derek Pearsall suggère qu'il aurait été difficile de revenir à l'histoire principale après la séquence de la fauconnette.

### Un conte ironique?
L'Écuyer a fréquemment recours à l'hyperbole et au superlatif, ainsi qu'à la prétérition pour souligner son incapacité à décrire de manière adéquate les nombreuses splendeurs de son récit. En ce sens, il s'attache beaucoup plus à la forme de ce qu'il raconte qu'au fond, et ce triomphe du style sur la substance a été interprété de diverses façons. Plusieurs critiques proposent une lecture ironique du conte, en imaginant un Chaucer se moquant délibérément de l'Écuyer, voire parodiant le genre du roman courtois. Cette interprétation reste débattue, et d'autres critiques suggèrent que le conte pourrait être l'œuvre d'un Chaucer débutant, intégrée plus tard dans la trame des Contes.

### Au sein desContes de Canterbury
Du fait de l'interruption du Franklin, la position de son conte après celui de l'Écuyer est assurée, et les deux contes constituent le Fragment V (F) des Contes de Canterbury. En revanche, il est plus difficile de déterminer quel conte est censé les précéder. La plupart des manuscrits du recueil placent Le Conte de l'écuyer après Le Conte du juriste (comme le manuscrit Hengwrt) ou après celui du Marchand (c'est le cas du manuscrit Ellesmere).
L'Écuyer étant le fils du Chevalier, son conte présente des liens clairs avec celui de son père : les deux sont des romans courtois qui s'intéressent aux mêmes valeurs chevaleresques, au merveilleux et à la fidélité conjugale, et les deux narrateurs ont recours à des artifices rhétoriques similaires. Pour autant, il est possible de discerner une différence de maturité entre le Chevalier, qui s'intéresse à la logique profonde des choses, et l'Écuyer, dont le récit se situe à un niveau plus superficiel.

## Postérité
Edmund Spenser offre une suite au Conte de l'écuyer dans les chants II et III du Livre IV de sa Reine des fées, paru dans le deuxième édition du poème en 1596. Parmi les différents fils narratifs annoncés par l'Écuyer, il se contente de développer le dernier, celui qui concerne Cambalo (qu'il orthographie Cambello) et Canacé. Dans son récit, Cambello affronte trois frères (et non deux) nommés Priamond, Diamond et Triamond. Il occit les deux premiers avant de se réconcilier avec le troisième grâce à Cambina, la sœur de Triamond. Tout s'achève sur un double mariage : Cambello épouse Cambina et Triamond, Canacé.
Un autre poète anglais du XVIe siècle s'est essayé à compléter Le Conte de l'écuyer : John Lane. Sa version, rédigée en 1615 et révisée en 1630, ajoute dix chants aux deux écrits par Chaucer et intègre de nombreuses péripéties en plus de celles annoncées par l'Écuyer.
John Milton lamente l'inachèvement du conte dans son poème Il Penseroso, paru en 1645 :
Or call up him that left half told

The story of Cambuscan bold,

Of Camball, and of Algarsife,

And who had Canace to wife,

That own'd the vertuous Ring and Glass,

And of the wondrous Hors of Brass,

On which the Tartar King did ride…
— John Milton, Il Penseroso, vers 109-115